# Nanny McPhee och den magiska skrällen
Nanny McPhee och den magiska skrällen (eng: Nanny McPhee and the Big Bang, i USA och Kanada kallad Nanny McPhee Returns) är en film från 2010. Den är uppföljare till Nanny McPhee från 2005 och är baserad på Christianna Brands  böcker om Jungfru Matilda. Liksom i den första filmen spelar Emma Thompson Nanny McPhee, och i filmen agerar även Maggie Gyllenhaal, Ralph Fiennes, Rhys Ifans, Ewan McGregor, Maggie Smith, Asa Butterfield, Bill Bailey och Katy Brand.
Filmen hade Sverigepremiär den 11 juni 2010.

## Handling
Trebarnsmodern Isabel försöker ensam driva familjegården i 1940-talets England, medan hennes man har tagit värvning i andra världskriget. De tre barnens kusiner kommer för att bo hos dem, då svågern försöker få henne att sälja gården. Då kommer Nanny McPhee upp och hjälper henne att uppfostra barnen till att bli ansvarstagande tills mannen kan återvända hem.

## Hemmedia
Filmen kom på DVD och Blu-Ray i Storbritannien den 19 juni 2010. Nanny McPhee Returns (som den döptes till i Nordamerika) utkom där på DVD och Blu-Ray den 6 maj 2011.

### Fotnoter
1. ↑  Fritz, Ben (19 augusti 2010). ”Movie projector: Five new movies open, but 'Expendables' may kick butt again”. Los Angeles Times (Tribune Company). http://latimesblogs.latimes.com/entertainmentnewsbuzz/2010/08/five-new-movies-open-but-expendables-may-kick-butt-again.html. Läst 23 augusti 2010.
2. ↑  ”Nanny McPhee Returns”. Box Office Mojo. http://boxofficemojo.com/movies/?id=nannymcphee2.htm. Läst 1 februari 2010.
3. 1 2  Ali Jaafar (14 april 2009). ”Maggie Gyllenhaal boards 'Nanny'”. Variety. http://www.variety.com/article/VR1118002407.html?categoryid=1237&cs=1. Läst 10 juni 2009.
4. ↑  ”Svensk filmdatabas”. http://www.sfi.se/sv/svensk-filmdatabas/Item/?type=MOVIE&itemid=71177&ref=%2ftemplates%2fSwedishFilmSearchResult.aspx%3fid%3d1225%26epslanguage%3dsv%26searchword%3dNanny+McPhee%26type%3dMovieTitle%26match%3dContain%26page%3d1%26prom%3dFalse. Läst 13 mars 2012.